# Natalie Carter
Natalie Carter est une scénariste et écrivaine franco-américaine.

## Biographie
Elle est née en 1955 à New York et a collaboré en tant que scénariste avec notamment Claude Miller, Alain Corneau, Nicole Garcia, Jean-Paul Salomé, Lionel Delplanque, Christian Carion, Brian de Palma, Paul Verhoeven, Barbet Schroeder, Nathan Miller, Alain Tasma, Gilles Mimouni, Jean Daniel Verhaeghe et Christian Faure.

## Scénarios de films
- Rastignac ou les Ambitieux (téléfilm, 2001) d'Alain Tasma (en collaboration)
- Un secret, avec Claude Miller, 2007, nommé pour le César de la meilleure adaptation en 2008.
- Secret Défense, 2008, avec Philippe Haïm et Julien Sibony.
- Crime d'amour, avec Alain Corneau, 2010.
- Le caméléon, avec Jean-Paul Salomé, 2010.
- Voyez comme ils dansent, avec Claude Miller,2011.
- Thérèse Desqueyroux, avec Claude Miller, 2012.
- Le Fils de Jean, avec Philippe Lioret, 2016.
- Chouquette de Patrick Godeau, 2017.

## Romans
- Grandes Plumes, Stock, 1986,  (ISBN 9782706281693)
- Valdingue, Robert Laffont, 2006  (ISBN 9782221107515)
- Le Silence et la Fureur, XO Éditions, 2018,  (ISBN 9782374480541) coécrit avec son fils, Nicolas d'Estienne d'Orves[2].